# Platyla peloponnesica
Platyla peloponnesica là một loài ốc đất liền, động vật chân bụng thuộc họ Aciculidae. Đây là loài đặc hữu của Hy Lạp.